# Malcolm
Malcolm és una població dels Estats Units a l'estat de Nebraska. Segons el cens del 2000 tenia 413 habitants.

## Demografia
Segons el cens del 2000, Malcolm tenia 413 habitants, 139 habitatges, i 114 famílies. La densitat de població era de 1.449,6 habitants per km².
Dels 139 habitatges en un 50,4% hi vivien nens de menys de 18 anys, en un 64% hi vivien parelles casades, en un 15,1% dones solteres, i en un 17,3% no eren unitats familiars. En el 15,1% dels habitatges hi vivien persones soles el 2,2% de les quals corresponia a persones de 65 anys o més que vivien soles. El nombre mitjà de persones vivint en cada habitatge era de 2,97 i el nombre mitjà de persones que vivien en cada família era de 3,25.
Per edats la població es repartia de la següent manera: un 33,9% tenia menys de 18 anys, un 9% entre 18 i 24, un 31% entre 25 i 44, un 23,2% de 45 a 60 i un 2,9% 65 anys o més.
L'edat mediana era de 32 anys. Per cada 100 dones de 18 o més anys hi havia 102,2 homes.
La renda mediana per habitatge era de 57.188 $ i la renda mediana per família de 58.125 $. Els homes tenien una renda mediana de 35.673 $ mentre que les dones 28.125 $. La renda per capita de la població era de 19.300 $. Aproximadament el 3,4% de les famílies i el 3% de la població estaven per davall del llindar de pobresa.

## Poblacions més properes
El següent diagrama mostra les poblacions més properes.